# 弗拉芒社群

红色即为弗拉芒社群的区域，奶白色表示比利时其它区域

弗拉芒社群（荷蘭語：Vlaamse Gemeenschap，荷蘭語發音：[ˈvlaːmsə ɣəˈmeːnsxɑp] ⓘ）是比利时的三个社群之一。

## 名称
“弗拉芒”（荷蘭語：Vlaams）即“佛兰德”（荷蘭語：Vlaanderen）的形容词形式，故“弗拉芒社群”意即为“佛兰德的社群”。在印欧语中，国家或较大规模的地区及城市大多有对应的形容词形式，汉语中习惯将地名与其形容词的译法统一（如“Scotland”译作“苏格兰”，搭配其形容词形式“Scottish”的“Scottish Premiership”译作“苏格兰足球超级联赛”而非“苏格蒂什足球超级联赛”），此处“弗拉芒”与“佛兰德”的分译属于特例。
“弗拉芒”一词亦有“弗拉芒语的”之意，不过与法语社群和德语社群不同，此处的“弗拉芒”含义并非“弗拉芒语的”，因为早在1973年，法令就已规定弗拉芒社群的语言为“荷兰语”而不再是“弗拉芒语”，且比利时荷兰语现也已基本不再称为“弗拉芒语”，因此该社群不应称为“弗拉芒语社群”（不过在部分文献中，按语言称呼各社群时仍偶有使用“弗拉芒”一词）。若定要以语言称呼该社群，则应称之为“荷兰语社群”（荷蘭語：Nederlandstalige gemeenschap），且这一称呼在部分文献中也有零星出现。
弗拉芒社群有兩種不同但相關的含義：
1. 在文化及社會上，指比利时弗拉芒人公共團體、傳媒、及其社會文化生活；该概念的另一種表達方式可以是類似蘇格蘭人、巴斯克人等概念的弗拉芒人。
2. 政治及民事編制上，指比利時王國的聯邦制政府及憲法授權成立的三個社群之一。

## 行政權力
不像比利时法语社群，弗拉芒社群和弗拉芒大區权能已统一，二者共有同一个政府与议会。
《比利時聯邦憲法》授權弗拉芒社群行使以下權力：
- 弗拉芒社群內的教育事務；
- 文化及語言事務；
- 部分醫療福利事務；
- 與弗拉芒社群所負責事務有關的國際合作。

因弗拉芒社群承接弗拉芒大区的宪法权限，也負責以下事項：
- 農業（但主體政策仍由歐洲聯盟決定）；
- 公共建設及区域經濟發展；
- 地方執法、環境、運輸、能源（核能屬聯邦事務）。

弗拉芒社群無獨立的財政，百分之九十五的社群財政经费是由比利時聯邦政府提供。聯邦法例限制社群內的稅收和開支，及不准成立任何社群層次的法院或審計法院。
从布鲁塞尔-首都大区的选区选出的弗拉芒议会议员对于涉及弗拉芒大区事务的议案没有投票权，这类议员只可参与弗拉芒社群的立法事务。
弗拉芒社群的首府是布鲁塞尔。

## 語言
荷蘭語是比利時的官方語言之一。當地少數族裔的新移民及工作人士能操法語、意第緒語、土耳其語、阿拉伯語、柏柏尔语、意大利語、西班牙語、英語和德語等。自中世紀起，猶太人成為弗拉芒大區最老的具有獨立身份的少數族裔。
比利時境內，沿著各大區邊界的各市镇中，有的属于语言便利市镇，令身處各大區的少數族裔也能得到自己語言的官方文件。

## 在首都布魯塞爾的弗拉芒大區機構
弗拉芒大區內的行政權力，全部權力放下至大區內各省政府。 布魯塞爾市內的教育、文化，社會福利等事務交予有關所屬社群處理；其餘市內事務交予布魯塞爾首都大區政府處理。 因此弗拉芒大區受權成立一套直屬弗拉芒大區的位于布魯塞爾的機構：本地民選荷兰語議會、及行政機關性質的弗拉芒社群委员会（VGC）， 向布魯塞爾首都大區的荷兰語居民提供中等程度的決策和公共服務。VGC委托有關荷兰語機構協助當地社區中心（gemeenschapscentra）提供有關公共服務。

## 传媒
弗拉芒社群擁有一個公營廣播機構：VRT；亦有數間有二十年歷史的私營電台及電視台。弗拉芒社群內的報業由數間擁有壓倒優勢的高品質日報控制：《时报》、《晨报》、《旗帜报》。 其餘受歡迎的日報及雜誌包括《最新消息报》、《新闻报》。

## 外部連結
- 弗拉芒政府官方网站 （页面存档备份，存于） 
- 弗拉芒議會官方網站 （页面存档备份，存于）
- 弗拉芒社群委员会 （页面存档备份，存于）
- VRT官方網站 （页面存档备份，存于）